# Portada/efemèride desembre 10
Aasta Hansteen
« 9 de desembre · 10 de desembre · 11 de desembre »